# 奧特羅科維采

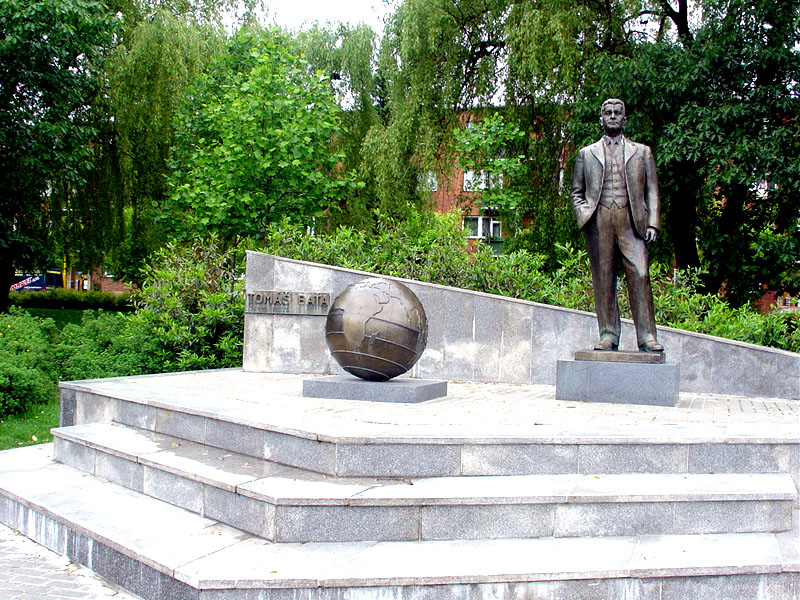

奧特羅科維采是捷克的城鎮，位於該國東部摩拉瓦河畔，距離茲林10公里，由茲林州負責管轄，面積19.61平方公里，海拔高度190米，2012年人口18,456。